# 2700 Байконур
2700 Байконур (2700 Baikonur) — астероїд головного поясу, відкритий 20 грудня 1976 року.
Тіссеранів параметр щодо Юпітера — 3,283.